# Inistioge
Inistioge (auch: Ennistioge oder Ennisteage, irisch Inis Tíog) ist ein kleines Dorf im County Kilkenny mit 315 Einwohnern im Südosten der Republik Irland.

## Allgemeines
Inistioge wurde erstmals in den Annalen der vier Meister als Kampfplatz im Jahre 962/964 zwischen Wikingern und der örtlichen Bevölkerung des Königreich Osraige erwähnt. Am River Nore befand sich hier eine Furt. Thomas FitzAnthony bekam hier das Land zum Lehen und gründete 1206 eine Augustinerpriorei. Der Konvent wurde 1540 aufgelöst. Die Besitztümer kamen 1569 an die Familie Butler. Um 1740 wurde das Woodstock Estate errichtet. Der Garten des Woodstock Estates wurde zwischen 1840 und 1900 von William Tighe und seiner Frau, Lady Louisa Lennox, mit zahlreichen exotischen Pflanzen aus Asien und Südamerika gestaltet. Besonderheiten sind eine Chilenische Araukarie und einer Edel-Tanne. 1879 wurde im Dorfkern von Lady Louisa ein Brunnen in Erinnerung an ihren verstorbenen Mann errichtet. 1921 wurde Woodstock Estate durch die Black and Tans besetzt. Als diese am 1. Juli 1922 abgezogen wurden, ging das Gebäude am folgenden Tag in Flammen auf. 1978 fand auf den Ländereien das Jamboree der irischen Pfadfinder statt.

## Lage
Inistioge liegt etwa 20 Kilometer südsüdöstlich von Kilkenny am River Nore. Durch die Ortschaft führt die R700 von Thomastown nach New Ross. 

## Sehenswürdigkeiten
- anglikanische Marienkirche (St Mary’s Church), 1824 errichtet
- Saint Columbkill’s Well, als heilige Quelle erhaltenes Relikt der früheren Augustinerabtei
- Saint Columcill’s Church, 1836 bis 1837 errichtete katholische Kirche[2]
- Ruine des Black Castle
- zehnbogige Brücke über den Nore

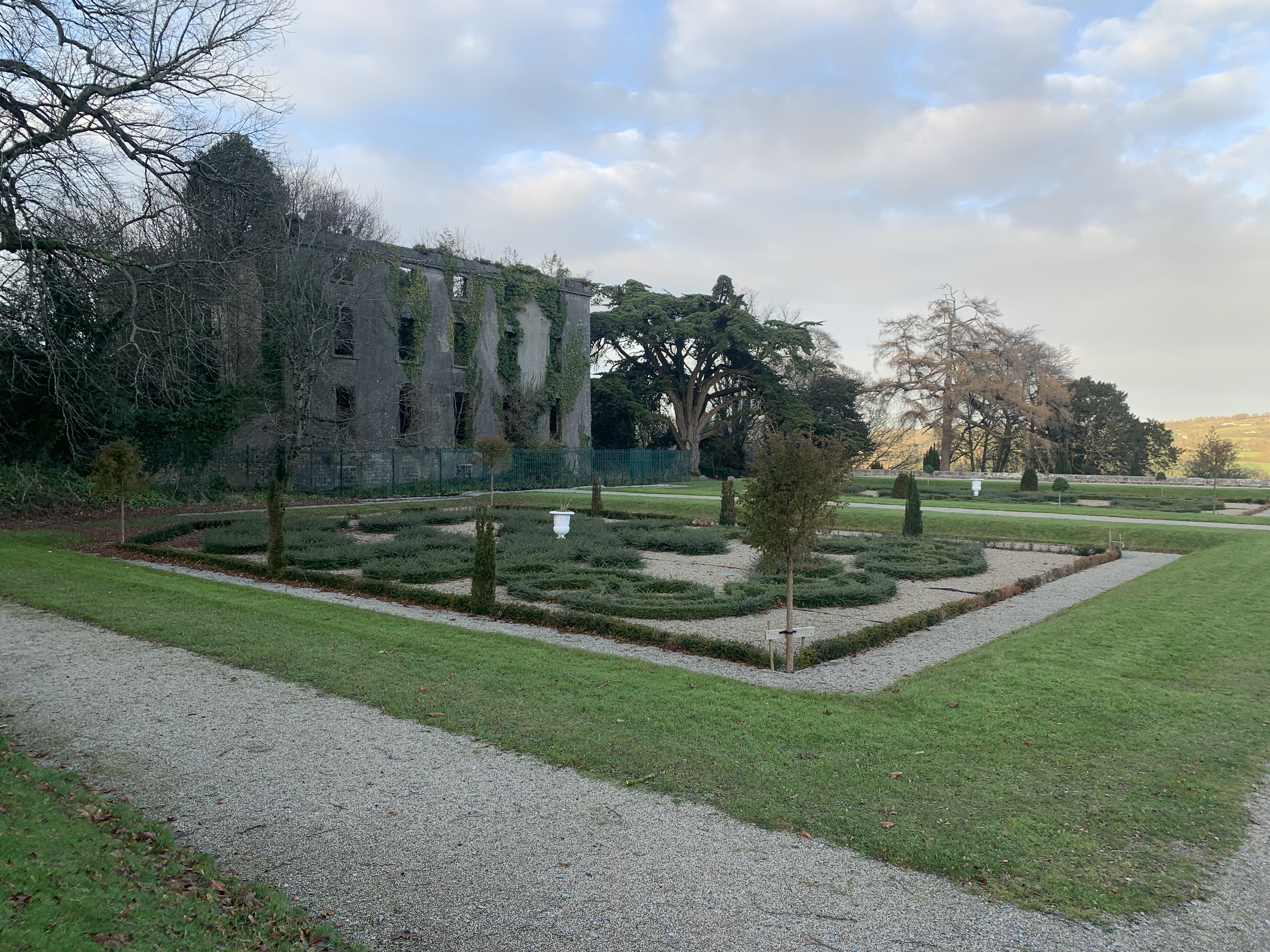
Ruinen von Woodstock House mit den Gärten
St. Mary’s Church
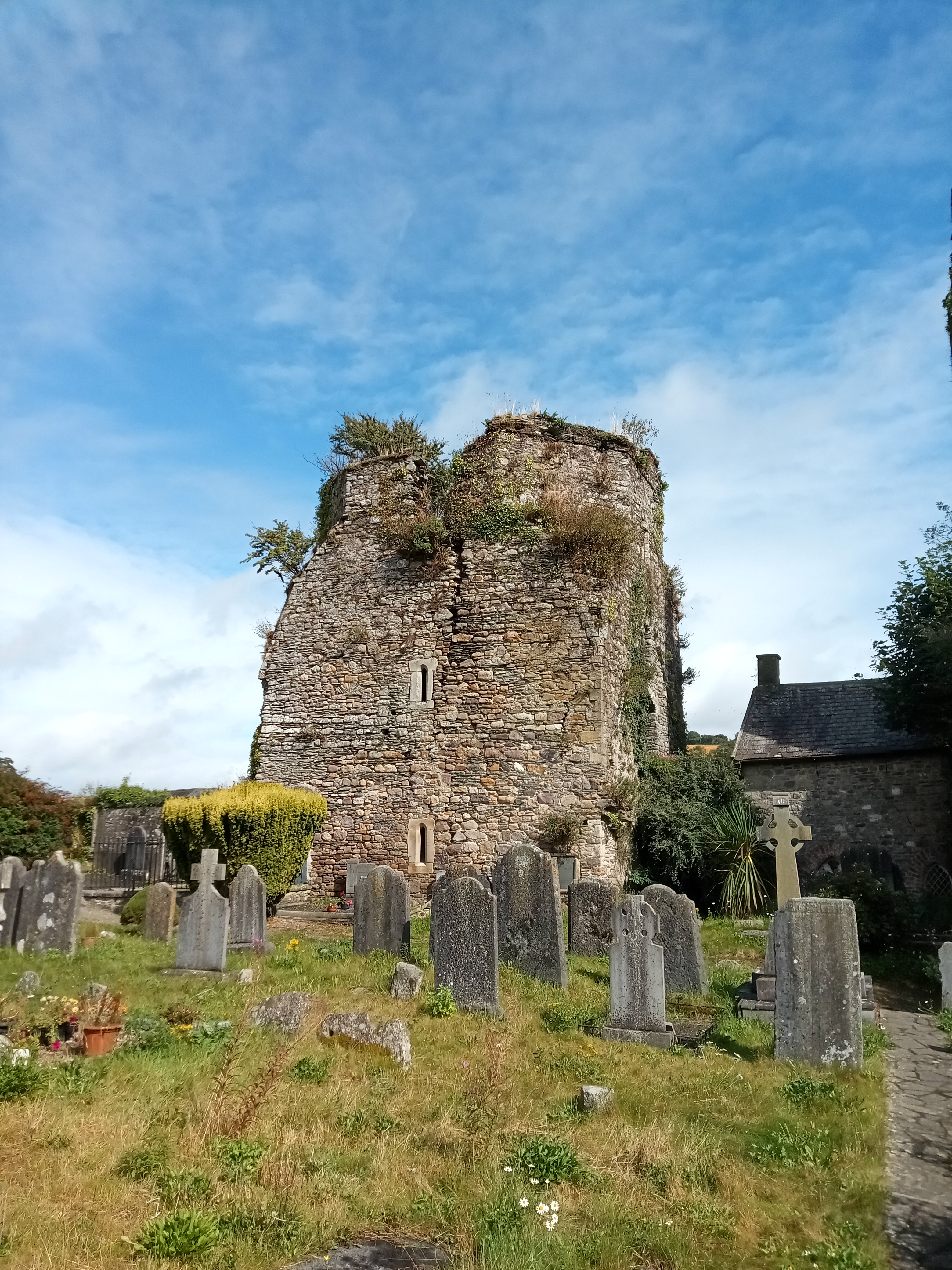
Ruine von Black Castle
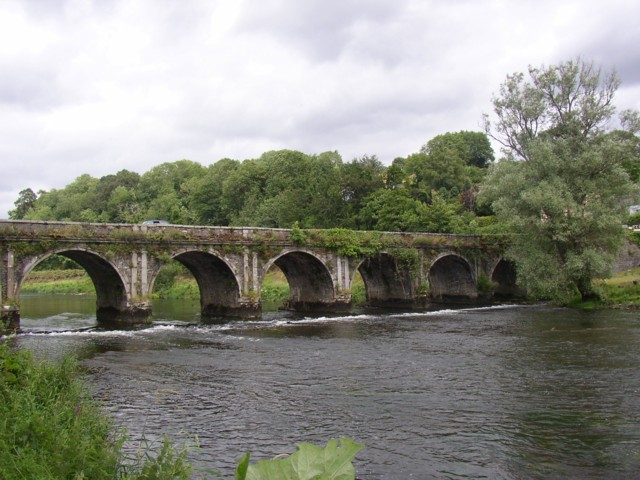
Brücke über den Nore

## Persönlichkeiten
- Edmund Butler of Cloughgrenan (1534–1585), hier verstorben
- Mary Tighe (1772–1810), Schriftstellerin
- Cecil Meares (1877–1937), Teilnehmer an der zweiten Scott-Expedition in die Antarktis

## Trivia
Mehrfach war der Ort Kulisse für mehrere Filme, wie Circle of Friends – Im Kreis der Freunde, Ein verborgenes Leben – The Secret Scripture und Widows’ Peak sowie Love’s Portrait. 
Auf dem Gelände des früheren Woodstock Estates fanden Konzerte unter dem Titel Irish Woodstock statt. 